# Phlegra yaelae
Phlegra yaelae är en spindelart som beskrevs av Prószynski 1998. Phlegra yaelae ingår i släktet Phlegra och familjen hoppspindlar. Inga underarter finns listade i Catalogue of Life.